# یواس‌اس گرازماهی (۱۸۳۶)
یواس‌اس گرازماهی (۱۸۳۶) (به انگلیسی: USS Porpoise (1836)) یک کشتی بود که طول آن ۸۸ فوت (۲۷ متر) بود. این کشتی در سال ۱۸۳۶ ساخته شد.